# São Thomé das Letras
São Thomé das Letras é um município do estado de Minas Gerais, no Brasil. Localiza-se a 346 km da capital do estado. Sua população em julho de 2024 foi estimada pelo Instituto Brasileiro de Geografia e Estatística (IBGE) em 7 089 habitantes.
Principal veículo de Comunicação Rádio Educativa De São Thomé das Letras 

## Topônimo
Seu nome deve-se a uma lenda sobre o suposto encontro no final do século XVIII de uma estátua de São Tomé em uma gruta por João Antão, um escravo fugido de João Francisco Junqueira, juntamente com uma carta de escrita perfeita (impossível a um escravo analfabeto). Outra versão da lenda diz que a carta teria sido entregue na gruta a João Antão por um senhor de vestes brancas. Apresentando a carta ao seu antigo dono, como ordenado pelo senhor de vestes brancas, João Antão teria conseguido sua alforria, pois João Francisco Junqueira teria ficado bastante impressionado pelo relato do escravo e teria mesmo ordenado a construção de uma igreja ao lado da referida gruta, que hoje se encontra no que é o Centro de São Tomé das Letras. Acredita-se que o filho de João Francisco Junqueira, Gabriel Francisco Junqueira, esteja sepultado debaixo do altar da igreja, a atual Igreja Matriz. Já o "das Letras" do topônimo refere-se às inscrições rupestres que ainda podem ser vistas na gruta onde teria sido encontrada a estátua de são Tomé.

## História
Os índios cataguás habitaram a região até o século XVIII, quando foram expulsos pelos bandeirantes. Em 1785, começou a ser construída a Igreja Matriz, em estilo barroco com pinturas de Joaquim José da Natividade no estilo rococó. Durante o século XIX, a cidade se tornou uma cidade-dormitório, pois só era ocupada pelos fazendeiros da região nas épocas de festa, permanecendo o resto do ano com as casas fechadas e vazias. A partir do início do século XX, a extração das "pedras de são tomé" (quartzito) se tornou a principal atividade econômica da cidade. Em 1991, a famosa imagem de são Tomé foi roubada da Igreja Matriz.

## Geologia
São Tomé das Letras é uma localidade tipicamente serrana, edificada sobre um largo depósito mineral de quartzito do neoproterozoico, que é conhecido como "pedra de são tomé" e que é utilizado largamente na pavimentação de bordas de piscinas, na construção de algumas casas no município, no calçamento das ruas e na elaboração do artesanato local.

## Turismo
Seu ar rústico, típico do interior de Minas Gerais, e sua localização montanhosa e elevada a 1 440 metros acima do nível do mar (permitindo a observação de praticamente toda a região ao redor) fazem com que a cidade seja destino preferido de muitos turistas entusiastas da natureza e de gentes ligadas às artes em geral, tendo sido inclusive cenário para a minissérie Filhos do Sol da extinta Rede Manchete. A cidade também atrai visitantes em busca de supostas aparições de ovnis na cidade.
Existem diversas opções de visitas, como a Gruta São Tomé, Gruta do Carimbado, Casa da Pirâmide, formações rochosas (a Pedra da Bruxa é a mais famosa), as cachoeiras  Eubiose, Véu de Noiva, Paraíso, Lua, Antares entre outras, e corredeiras como Shangri-lá, Sobradinho e inúmeras outras em toda região.
As estradas da região são de terra em boas condições. Há muitas trilhas para bicicletas e encontros periódicos de praticantes de motocross e off road. Entre os caminhos mais interessantes, estão as estradas até Carrancas e Aiuruoca.
Alguns acreditam que São Tomé seja um dos sete pontos energéticos da Terra, o que atrai, para o lugar, místicos, sociedades espiritualistas, científicas e alternativas, o que dá razão a outro nome da cidade: "Cidade Mística".
Além disso, a cidade tem o centro histórico tombado pelo Instituto Estadual do Patrimônio Histórico e Artístico de Minas Gerais (IEPHA/MG) desde 1996. Embora adulterado, ainda possui grande significado cultural e ecológico. A Igreja Matriz começou a ser construída em 1785 e possui retábulos do período rococó e o forro marcado pela excelência da pintura do artista colonial Joaquim José da Natividade. A Igreja de Pedra, tombada em 1985, também é do século XVIII.

## Estrada Real
O histórico caminho da Estrada Real passava pela porção sudeste do território do município, não cruzando a área urbana, no caminho entre as cidades vizinhas de Baependi e Cruzília.

## Meios de Comunicação e agendas da Cidade
Rádio Educativa de São Thomé das Letras

## Cachoeiras
Algumas das principais cachoeiras e corredeiras d'água do município são:
- Cachoeira da Lua
- Vale das Borboletas
- Floresta dos Duendes
- Cachoeira Véu da Noiva
- Cachoeira Antares
- Cachoeira da Eubiose
- Cachoeira do Flávio
- Corredeira Xangrilá
- Cachoeira Paraíso
- Cachoeira dos Sonhos
- Cachoeira da Chuva